# Peter Hegglin
Peter Hegglin (Edlibach, 25 december 1960) is een Zwitsers politicus voor de Christendemocratische Volkspartij (CVP/PDC) uit het kanton Zug. Hij zetelt sinds 2015 in de Kantonsraad.

## Biografie

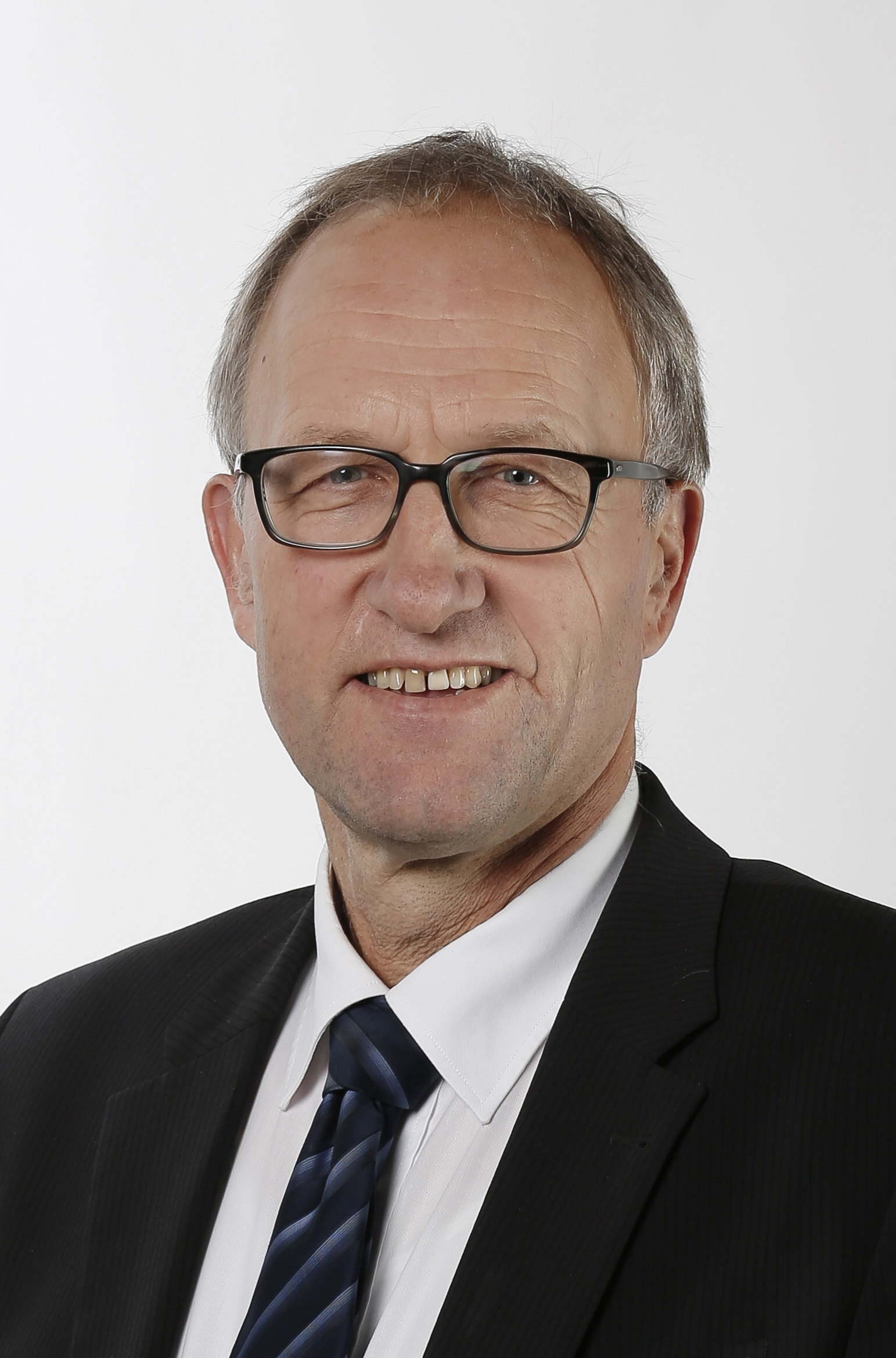
Peter Hegglin in 2015.

### Landbouwer
Peter Hegglin is landbouwer van opleiding en was ondernemer tussen 1987 en 2002. Van 1994 tot 2002 was hij voorzitter van het Zugse Landbouwersverbond. Van 1996 tot 2002 was hij vicevoorzitter van het Zwitsers Landbouwersverbond.

### Politicus

#### Lokale en kantonnale politiek
Van januari 1991 tot december 2002 zetelde Hegglin in de Kantonsraad van Zug. In dit kantonnaal parlement was hij fractieleider van de CVP/PDC. Van 2000 tot 2002 was hij als lid van de gemeenteraad (uitvoerende macht) van Menzingen bevoegd voor openbare werken.
Per 1 januari 2003 werd hij lid van de Regeringsraad van Zug, de kantonnale regering. Hij werd er bevoegd voor financiën. In 2006 en 2010 werd hij in deze functie herverkozen. In de periode 2009-2010 was hij Landammann (regeringsleider) van zijn kanton. Hij zou zetelen in de Regeringsraad tot 31 december 2015.

#### Federale politiek
Op 18 oktober 2015, bij de parlementsverkiezingen van dat jaar, werd hij verkozen in de Kantonsraad. Hij volgde in deze functie zijn partijgenoot Peter Bieri op. Nadat CVP/PDC-Bondsraadslid Doris Leuthard eind 2018 haar terugtrekking uit de Bondsraad aankondigde, stelde Hegglin zich kandidaat om haar op te volgen. Het was echter Viola Amherd die Leuthard zou opvolgen. Bij de parlementsverkiezingen van 2019 werd hij herverkozen, samen met de liberaal Matthias Michel. Hegglin werd reeds in de eerste ronde herverkozen met 19.909 stemmen (50,1%).

## Trivia
- In het Zwitserse leger heeft hij de graad van soldaat.